# Söhrewald
Söhrewald è un comune tedesco di 4 677 abitanti, situato nel land dell'Assia.